# Крона (денежная единица)

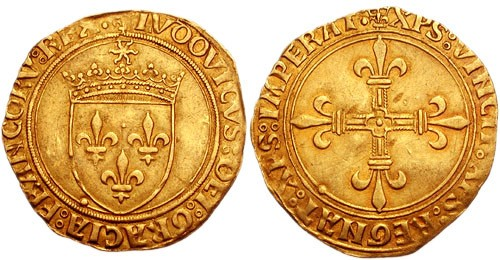
Экю с изображением солнца над короной, Людовик XII, 1498

Кро́на (лат. Corona, англ. Crown, нем. Krone, фр. couronne; эст. kroon) — общее название ряда европейских монет, а также денежная единица нескольких стран. Получила своё название от «короны», изображённой на монете.

## Золотые монеты
Самой первой кроной считают «куронндор» (couronne d’or), впервые отчеканенные во Франции в 1340 году при короле Филиппе VI (она весила сначала 5,44 г, в 1385 году вес составлял уже 4,08 г, в 1436 году — 3,5 г). В 1475—1683 годах во Франции чеканились так называемые «экю с солнцем» (по изображению солнца над короной; ecu d'or au soleil).
Французские золотые монеты стали предметом для многочисленных подражаний: по их образцу чеканили золотую крону в Англии (с 1526 года), золотой эскудо в Испании (с 1537 года), «куронндор» в Нидерландах (в 1540—89 годах), «corona danica» в Дании (с 1618 года).
В 1551 году в Англии была выпущена первая серебряная крона, приравненная по стоимости к золотой (золотая и серебряная английские кроны некоторое время выпускались одновременно и были приравнены к 5 шиллингам).
Английская крона продолжала чеканиться вплоть до перехода на десятичную монетную систему в 1971 году.
В Новое время «золотой кроной» (нем. Goldkrone) назвали монеты Немецкого монетного союза, выпущенные в 1857 году. Золотая крона весила 11,111 г и содержала 10 г золота. На аверсе изображался портрет одного из правителей государств — участников монетного союза. Выпускали также золотые монеты в 1/2 кроны.
Кроной назвали также золотые монеты Германии, чеканенные в соответствии с монетным законом от 4 декабря 1871 года. Выпускали монеты в 10 марок (крона), а также 5 марок (1/2 кроны) и 20 марок (2 кроны). На аверсе этих монет чеканили портрет правителя одного из 22 немецких государств, составивших Германскую империю, или герб одного из 3 имперских городов.
Чеканка золотых немецких крон прекратилась вскоре после начала Первой мировой войны.

## Денежная единица европейских стран

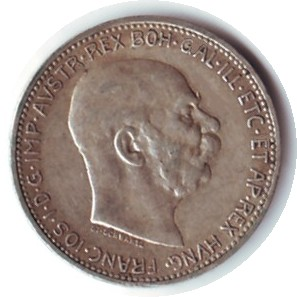
Австрийская крона 1913 года (аверс)

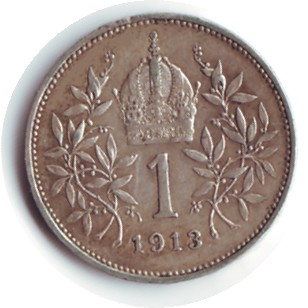
Австрийская крона 1913 года (реверс)

В 1873 году крона как основная денежная единица была введена в Дании и Швеции, в 1875 — в Норвегии. После объявления независимости Исландии (1918) её денежная единица также получила название крона.
2 августа 1892 году крона (corona, korona) была введена в Австро-Венгрии — она стала основной денежной единицей и была приравнена к 100 геллерам (в Австрии) или 100 филлерам (в Венгрии). В ходе этой денежной реформы был введен золотой стандарт (1 кг золота = 3280 крон).
Чеканили серебряные монеты в 1 крону, 2 кроны и 5 крон и золотые монеты в 10, 20 и 100 крон, причём отдельно чеканили монеты для Цислейтании (на немецком языке) и для Транслейтании (на венгерском).
После распада Австро-Венгерской империи (1918) крона осталась основной денежной единицей в Австрии (1 крона = 100 геллеров) и Венгрии (1 крона = 100 филлеров). Однако вскоре вследствие инфляции произошло резкое обесценивание как австрийской, так и венгерской кроны.
В Австрии в 1924 году крону в качестве основной денежной единицы сменил шиллинг, в Венгрии новая единица (пенгё) была введена в ноябре 1925 года.
Крону в качестве основной денежной единицы унаследовала также Чехословакия: 1 чехословацкая крона (koruna) = 100 геллеров, оккупированный в 1939—1945 годах Германией протекторат Богемии и Моравии, а после распада Чехословакии — Словакия (словацкая крона, 1993—2009) и Чехия (чешская крона, с 1993 года).
Австрийская республика после Второй мировой войны чеканила золотые монеты в 100, 20 и 10 крон, сохранив при этом изображения австро-венгерских монет и с датой «1915» (на монетах в 10 крон обычно «1912»).
В 1928 году крона в качестве основной денежной единицы была введена в независимой Эстонии. Она заменила эстонскую марку. Обращение эстонских крон прекратилось в 1940 году, после присоединения к СССР, и возобновилось только после провозглашения независимости Эстонии.

## В вымышленных мирах и популярной культуре
- Кроной называется валюта в мире «Ведьмака», который представлен сериями книг (за авторством Анджея Сапковского) и игр от студии CD Projekt RED([источник не указан 795 дней]).